# Мишеві
Ми́шеві, ми́шачі (Muridae) — найбільша за видовим складом родина гризунів і ссавців загалом; центральна родина у надродині мишуватих (Muroidea). Родина охоплює надзвичайно різноманітний спектр гризунів. Систематичні відносини у середині цієї групи як і з іншими гризунами є надзвичайно важким завданням, яке у жодному разі не вирішене.
Родина містить приблизно 850 сучасних видів, початковий ареал яких охоплював Євразію, Африку та Австралію. Завдяки впливу людини вони сьогодні поширені по всьому світу.
При широкому трактуванні обсягу родини до її складу (у ранзі окремих підродин) включають також сліпакових, хом'якових, норицевих, піщанкових та деяких інших мишовидих гризунів.
Члени родини можуть бути знайдені на всіх континентах, окрім Антарктиди, і на багатьох океанічних островах. Вони займають різні екосистеми, від сухих пустель до вологих тропічних лісів, від тундри до савани і до помірного рідколісся. Деякі види напівводні; інші живуть під землею; поки інші витрачають все своє життя під пологом тропічного лісу. Їх харчові звички коливаються в межах від істинних всеїдних до фахівців на дощових черв'яках, підземних грибах, навіть водних безхребетних.

## Назва і типовий рід
Назва родини походить від її типового роду миша (Mus / Mures у мн.): миш[а] + еві = ми́шеві. Інколи родину називають «мишині», або «мишачі», або мишуваті (остання назва повинна використовуватися лише як назва надродини, на що вказує морфема «-уваті», Muroidea — мишуваті).

## Склад родини

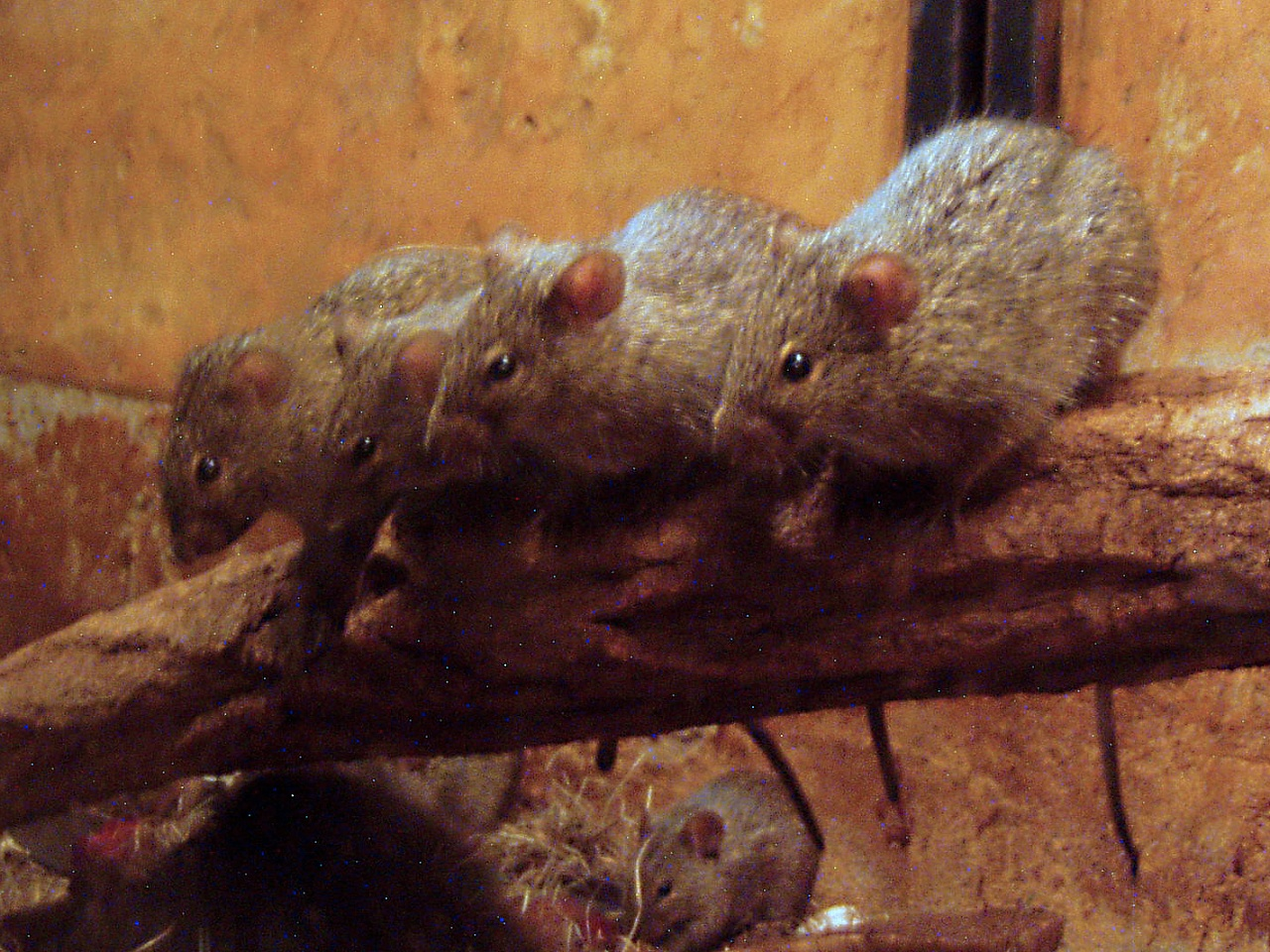
«Пацюки» — загальна назва великорозмірних видів гризунів з підродини Murinae (на фото — вид роду Арвікантіс — Arvicanthis niloticus

- Докладніше у статті Систематика мишей

За останнім виданням «Види ссавців світу» (2005), класифікація родини подається в найширшому із сучасних розумінні, в у склад родини включають акомісів, піщанок та ін. групи; також знижено ранги багатьох родів. Класифікація, згідно з цим виданням, визнає поділ родини мишових на 5 підродин, в межах яких розрізняють 150 родів:
- підродина Deomyinae

(роди: Acomys, Deomys, Lophuromys, Uranomys)
- підродина Піщанкові — Gerbillinae

(роди: Ammodillus, Brachiones, Desmodilliscus, Desmodillus, Dipodillus, Gerbilliscus, Gerbillurus, Gerbillus, Meriones, Microdillus, Pachyuromys, Psammomys, Rhombomys, Sekeetamys, Tatera, Taterillus)
- підродина Leimacomyinae

(роди: Leimacomys)
- підродина Мишеві — Murinae

(роди: Abditomys, Abeomelomys, Aethomys, Anisomys, Anonymomys, Apodemus (вкл. Sylvaemus), Apomys, Archboldomys, Arvicanthis, Bandicota, Batomys, Berylmys, Bullimus, Bunomys, Carpomys, Chiromyscus, Chiropodomys, Chiruromys, Chrotomys, Coccymys, Colomys, Conilurus, Coryphomys, Crateromys, Cremnomys, Crossomys, Crunomys, Dacnomys, Dasymys, Dephomys, Desmomys, Diomys, Diplothrix, Echiothrix, Eropeplus, Golunda, Grammomys, Hadromys, Haeromys, Hapalomys, Heimyscus, Hybomys, Hydromys, Hylomyscus, Hyomys, Kadarsanomys, Komodomys, Lamottemys, Leggadina, Lemniscomys, Lenomys, Lenothrix, Leopoldamys, Leporillus, Leptomys, Limnomys, Lorentzimys, Macruromys, Madromys, Malacomys, Mallomys, Malpaisomys, Mammelomys, Margaretamys, Mastacomys, Mastomys, Maxomys, Melasmothrix, Melomys, Mesembriomys, Micaelamys, Microhydromys, Micromys, Millardia, Muriculus, Mus, Mylomys, Myomyscus, Nesokia, Nesoromys, Nilopegamys, Niviventer, Notomys, Oenomys, Otomys, Palawanomys, Papagomys, Parahydromys, Paraleptomys, Paramelomys, Parotomys, Paruromys, Paucidentomys, Paulamys, Pelomys, Phloeomys, Pithecheir, Pithecheirops, Pogonomelomys, Pogonomys, Praomys, Protochromys, Pseudohydromys, Pseudomys, Rattus, Rhabdomys, Rhagamys, Rhynchomys, Solomys, Sommeromys, Spelaeomys, Srilankamys, Stenocephalemys, Stochomys, Sundamys, Taeromys, Tarsomys, Tateomys, Thallomys, Thamnomys, Tokudaia, Tryphomys, Uromys, Vandeleuria, Vernaya, Xenuromys, Xeromys, Zelotomys, Zyzomys)
За класифікацією у праці І. Павлінова з кол. (1995), ця найбільша за числом видів підродина може бути поділена на кілька триб:
1) група «Micromys» — роди Pithecheir, Batomys, та секція Micromys;
2) група «Apodemus» — роди Apodemus, Tokudaia, та секція Mus;
3) група «Arvicanthis»;
4) група Rattus — роди Rattus, Dacnomys, Praomys, та секція Uromys;
5) група «Phloeomys»;
6) група Rhynchomys — Chrotomys та секція Rhynchomys;
7) Murinae incertae sedis — Crunomys, Nesokia, Melasmothrix, та секція Hydromys.
- підродина Lophiomyinae

єдиний рід Lophiomys і єдиний вид Lophiomys imhausi.

## Родина у фауні України
У сучасній фауні України родина Muridae представлена п'ятьма родами і десятьма видами:
Підродина Murinae

Триба Rattini
- Micromys Dehne, 1841 — рід мишка (альтернативно належить до триби Micromyini, яка є сестринською до Rattini[4])
  - Micromys minutus (Pallas, 1771) — мишка лугова
- Rattus Fischer, 1803 — рід пацюк
  - Rattus rattus (Linnaeus, 1758) — пацюк чорний,
  - Rattus norvegicus (Berkenhout, 1769) — пацюк мандрівний, або сірий.

Триба Apodemini
- Apodemus Kaup, 1829 — рід польова миша, або житник
  - Apodemus agrarius (Pallas, 1771) — житник пасистий («польова миша»)
- Sylvaemus Ognev, 1924 — рід мишак
  - Sylvaemus tauricus (Pallas, 1811) — мишак жовтогрудий,
  - Sylvaemus «arianus» (Blanford, 1881) — мишак степовий,
  - Sylvaemus sylvaticus (Linnaeus, 1758) мишак лісовий,
  - Sylvaemus uralensis (Pallas, 1811) — мишак уральський

Триба Murini
- Mus Linnaeus, 1758 — рід миша
  - Mus musculus Linnaeus, 1758 — миша хатня,
  - Mus spicilegus Petenyi, 1882 — миша курганцева